# Damias bipuncta
Damias bipuncta är en fjärilsart som beskrevs av Rothschild 1912. Damias bipuncta ingår i släktet Damias och familjen björnspinnare. Inga underarter finns listade i Catalogue of Life.